# Clan Yamana

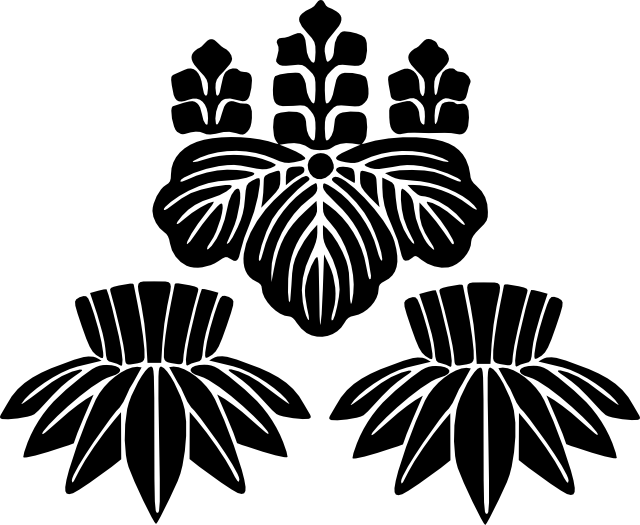

Le clan Yamana (山名氏, Yamana-shi) est un clan de daimyos du Japon médiéval.
Ce clan était l'un des plus puissants lors de la période Muromachi. Ses membres occupaient alors la position de shugo dans onze provinces (parmi elles, la province d'Oki). Le clan est originaire de la province de Kōzuke mais il s'installa ensuite dans la province d'Inaba. Le clan Yamana descend du clan Minamoto et plus particulièrement de Minamoto no Yoshishige.
Le clan Yamana faisait partie des clans ayant combattu pour l'établissement du shogunat Ashikaga. Son soutien apporté au clan Ashikaga valut au clan des privilèges dans la période Muromachi. En 1363, ses membres régnaient déjà sur cinq provinces. Cependant, le clan se révolta contre les Ashikaga en 1391. Il fut défait et perdit la plus grande partie de ses territoires. Yamana Sōzen récupéra cependant ces terres en 1441.

## Membres
- Minamoto Yoshinori, le premier à porter le nom de Yamana
- Yamana Tokiuji
- Yamana Tsunehisa (début du XVe siècle), shugo de la province de Bingo
- Yamana Sōzen (1404-1473)
- Yamana Koretoyo
- Yamana Toyokuni (1548-1626), défait par Hideyoshi Toyotomi en 1580